# World Broadcasting Unions
World Broadcasting Unions (WBU, traduïble al català com a Unions Mundials de Radiodifusió) és l'organisme coordinador de les unions continentals de radiodifusió. Fundada en 1992, és un organisme coordinador a nivell de transmissió internacional. Des de la seva fundació, la WBU ha brindat solucions globals sobre temes clau per a les seves unions membre. L'Associació Nord-americana de Radiodifusores (NABA), amb seu a Toronto, actua com a secretaria de la WBU.
Les unions continentals de radiodifusió que són membres de la WBU són:
- Unió de Radiodifusió d'Àsia-Pacífic (ABU)
- Unió de Radiodifusió dels Estats Àrabs (ASBU)
- Unió Africana de Radiodifusió (AUB/UAR)
- Unió Caribenya de Radiodifusió (CBU)
- Unió Europea de Radiodifusió (EBU/UER)
- Associació Internacional de Radiodifusió (IAB/AIR)
- Associació Nord-americana de Radiodifusores (NABA)[1][2]